# Mark Murphy
Pour les articles homonymes, voir Murphy.
Mark Murphy est un chanteur de jazz américain, né le 14 mars 1932 à Syracuse (New York) et mort le 22 octobre 2015 à Englewood (New Jersey).

## Biographie
Il a été élu a 4 reprises (1996, 1997, 2000, 2001), Best Male Vocalist of the Year par les lecteurs de la revue Down Beat et a été nommé 6 fois aux Grammy Awards dans la catégorie Best Vocal Jazz Performance. 
Il est aussi parolier. On lui doit, entre autres, les paroles des standards de jazz Stolen Moments (Oliver Nelson) et  Red Clay (Freddie Hubbard).

## Discographie
- 1956 : Meet Mark Murphy (Decca)
- 1957 : Let Yourself Go (Decca)
- 1959 : This Could Be the Start of Something Big (Capital)
- 1960 : Mark Murphy's Hip Parade (Capital)
- 1960 : Playing the Field (Capitol)
- 1961 : Rah ! (Riverside Records)
- 1962 : That's How I Love the Blues (Riverside / OJC)
- 1965 : Swingin' Singin' Affair (Fontana)
- 1966 : Who Can I Turn To (Immediate)
- 1970 : Midnight Mood (Saba)
- 1973 : Bridging a Gap (Muse)
- 1975 : Mark 2 (Muse)
- 1975 : Mark Murphy Sings (Muse)
- 1977 : Mark Murphy Sings Mostly Dorothy Fields & Cy Coleman (Audiophile)
- 1978 : Stolen Moments (Muse)
- 1979 : Satisfaction Guaranteed (Muse)
- 1981 : Bop for Kerouac (Muse)
- 1982 : The Artistry of Mark Murphy (Muse)
- 1983 : Brazil Song (Cancoes Do Brazil) (Muse)
- 1983 : Mark Murphy Sings the Nat King Cole Songbook (Muse)
- 1984 : Living Room (Muse)
- 1985 : Beauty and the Beast (Muse)
- 1986 : Kerouac Then and Now (Muse)
- 1987 : September Ballads (Milestone)
- 1990 : What a Way to Go (Muse)
- 1991 : I'll Close My Eyes (Muse)
- 1991 : Night Mood (Milestone)
- 1996 : North Sea Jazz Sessions, Vol. 5 (Jazz World)
- 1997 : Song for the Geese (RCA)
- 2000 : Some Time Ago (High Note)
- 2000 : The Latin Porter (Go Jazz)
- 2001 : Links (High Note)
- 2002 : Lucky to Be Me (High Note)
- 2003 : Memories of You (High Note)
- 2004 : Bop for Miles (High Note)
- 2004 : Dim the Lights (Millennium)
- 2005 : Once to Every Heart (Verve Records)
- 2007 : Love Is What Stays (Verve Records)